# Meistaraflokkur 1913
La Meistaraflokkur 1913 fu la seconda edizione del campionato di calcio islandese concluso con la vittoria del Fram, unica squadra partecipante, al suo primo titolo.

## Formula
A causa di attriti su quando disputare la competizione, il Fram fu l'unica squadra disponibile a partecipare al torneo che quindi vinse.

## Classifica finale
|                    | Pos. | Squadra | Pt | G | V | N | P | GF | GS | DR |
| ------------------ | ---- | ------- | -- | - | - | - | - | -- | -- | -- |
| Islanda (bandiera) | 1.   | Fram    | 0  | 0 | 0 | 0 | 0 | 0  | 0  | +0 |

Legenda:

      Campione di Islanda
Note:

Due punti a vittoria, uno a pareggio, zero a sconfitta.

### Verdetti
- Fram Campione d'Islanda 1913.